# Качулат аргус
Качулатият аргус (Rheinardia ocellata) е вид птица от семейство Phasianidae, единствен представител на род Rheinardia. Видът е почти застрашен от изчезване.

## Разпространение и местообитание
Разпространен е във Виетнам, Лаос и Малайзия.